# Fethia Khaïri
 (avril 2020).
Fethia Khaïri (arabe : فتحية خيري), de son vrai nom Khaira Yaacoubi, née le 17 avril 1918 à Dahmani et morte le 6 juillet 1986, est une chanteuse et actrice tunisienne des années 1940 et 1950. Elle se caractérisait par sa voix douce et suave et sa capacité de changer de ton et de registre.

## Biographie
Orpheline de mère dès son enfance, elle est obligée de vivre chez sa grand-mère installée à Tunis, près du quartier de Bab Souika. Elle a donc la chance de fréquenter le lycée de la rue du Pacha et de traverser des rues où les phonographes des cafés passent à longueur de journée les succès orientaux de l'époque. Elle les apprend par cœur et les fredonne partout y compris en classe, ce qui entraîne son renvoi de l'école.
Sa famille lui conseille alors de se consacrer au monde artistique et d'apprendre à jouer de l'oud. Mohamed Chichti lui apprend les mouachahs et les dawrs.

### Carrière théâtrale
Elle commence sa carrière artistique au sein de la troupe théâtrale Al Moustakbal attamthili al arabi et c'est le comédien Béchir Rahal qui lui choisit son nom artistique de Fethia Khaïri.
Elle acquiert rapidement une célébrité telle qu'elle devient la star de toutes les troupes, dont celle de Fadhila Khetmi, en particulier dans des rôles chantants, à une période où le théâtre est le principal loisir du public tunisien. Elle joue dans un très grand nombre de pièces :
- Louis XI (son premier rôle)
- Le baiser mortel
- La main maléfique
- Hamdoun
- Les martyrs du patriotisme
- Ali Baba
- Les filles d'aujourd'hui
- Le fils du peuple
- Le gentil commissaire
- Wallâda et Ibn Zeydoun
- Cléopâtre

### Carrière musicale
Dès 1936, elle enregistre trois titres qui connaissent le succès : Zaâma ysafi eddahr, Hal kammoun mnein (reprise d'un succès de Chafia Rochdi) et Vous dansez madame (chanté en franco-arabe).
La troupe de La Rachidia, qui s'efforce alors de réhabiliter la musique tunisienne, l'appelle à rejoindre ses rangs en 1944. Diverses figures lui composent des chansons, particulièrement des qasids qui s'avèrent être de grands succès : Hajar al habib, Qef bel manazel, Anouh fataskhr men admoui, Ma thanaha ou Ya mharmetha. Mais, en raison de la grande rivalité qui l'oppose à Chafia Rochdi, elle décide de constituer sa propre troupe musicale dirigée par Kaddour Srarfi et qui rassemble de grands musiciens comme Ali Sriti, Ibrahim Salah, Salah El Mahdi ou Boubaker El Mouldi.
En raison de son succès, le souverain Moncef Bey donna la permission à Ahmed Gharbi de construire une salle de concert à Bab Souika ; celle-ci est baptisée en son honneur (salle El Fath), nom qu'elle porte encore de nos jours.
Après une riche carrière qui la mène notamment à Alger, Casablanca et Le Caire et lui permet de laisser une trace indélébile dans la chanson tunisienne, Khaïri meurt le 6 juillet 1986 à l'âge de 68 ans.